# Neisseria dumasiana
Neisseria dumasiana – gatunek Gram-ujemnej bakterii wykryty dotychczas w ludzkiej plwocinie, a także w jamie ustnej psów. Komórki bakterii są nieruchliwe, mają średnicę 0,8 mikrometra i charakteryzują się kształtem coccobacillus. Jej szare, okrągłe kolonie osiągają średnicę 1,9–2,8 mm po 48 godzinach hodowli w 37 °C (mogą rosnąć w temperaturze 22–42 °C) i nie wykazują aktywności hemolitycznej. N. dumasiana wytwarza katalazę, zdolna jest także do redukcji azotanów. Fermentuje glukozę, ale nie fruktozę, sacharozę, ksylozę, mannitol i sorbitol. Jest blisko spokrewniona z Neisseria zoodegmatis. Gatunek ten może być przenoszony – w wyniku ugryzienia – pomiędzy psami oraz prowadzić do rozwoju zapalenia skóry.